# シモ・ナバーロ
シモ・ナバーロ（Ximo Navarro，1990年1月23日 - ）は、スペイン・ガダホルトゥナ出身のサッカー選手。ポジションはディフェンダー。

## 経歴
グアダオルトゥナ、グラナダ県、アンダルシアで生まれたナバロは、2009年に地元のRCDマヨルカのユースシステムから卒業した。 彼はセグンダ・ディビシオンBでリザーブチームでシニアデビューし、2シーズンで1試合を除くすべての試合に出場し、2シーズン目に降格した。
2011年夏、ナバロはセグンダ・ディビシオンのレクレアティーボ・ウェルバにレンタル移籍した。 彼は8月27日に公式デビューし、デポルティーボ・ラ・コルーニャに0-1で敗れた試合に出場した。 2012年1月、彼はセグンドティエルのコルドバCFともレンタル移籍した。
ナバロは2012–13シーズンにバレアレス諸島に戻った。彼は2012年8月18日にラ・リーガデビューを果たし、RCDエスパニョールを2-1で破るホームゲームでスターティングメンバーとして出場した。 彼はリーグ戦16試合に出場し、降格で終了したキャンペーンに貢献した。
ナバロは翌シーズン、マヨルカで不動のレギュラーとなり、別の降格を辛くも回避した。彼は2014年6月12日にUDアルメリアと3年契約を結び、トップリーグに復帰した。
2017年6月17日、ナバロはフリー移籍でUDラス・パルマスと3年契約を結びました。 翌年の7月5日には、同じリーグのデポルティーボ・アラベスと3年契約を結びました。
2022年6月、メンディソロッツァ・スタジアムでの104試合の競技後、ナバロは契約満了に伴い2022年6月に退団しました。 同年9月14日、母国人のフリオ・ベラスケスが率いるフォルトゥナ・シッタートにサインしました。 彼はエールディビジデビューを果たし、10月2日にFC Volendamを2-0で破った試合でフル出場しました。
2023年8月1日、ナバロはデポルティボ・ラ・コルーニャに加入しました。